# Laia Font
Laia Font (Gironella, 2007) és una gimnasta catalana, considerada una de les grans promeses de la gimnàstica artística. Des dels quatre anys forma part del club Egiba (Manresa), on comparteix equip amb la també internacional Lorena Medina. Després d'una gran trajectòria com a internacional júnior, en la primera temporada en què podia competir com a sènior s'ha consolidat com a integrant de la selecció espanyola i ha participat al Campionat del Món 2023 celebrat a Anvers (Bèlgica), on va quedar a unes dècimes de la classificació per als Jocs Olímpics de París 2024.
La gimnasta gironellenca, germana petita de la també internacional Carla Font, va debutar com a sènior a la Copa del Món de Cottbus 2023, on va ser quarta absoluta en salt a només una dècima del podi. Aquesta mateixa temporada, s'ha proclamat campiona de Catalunya de gimnàstica artística i bronze al campionat d'Espanya, a més de campiona d'Espanya en l'aparell de salt i de liderar l'Egiba al lloc més alt del podi en equips.